# Arveyres
Arveyres – miejscowość i gmina we Francji, w regionie Nowa Akwitania, w departamencie Żyronda.
Według danych na rok 1990 gminę zamieszkiwało 1819 osób, a gęstość zaludnienia wynosiła 105 osób/km² (wśród 2290 gmin Akwitanii Arveyres plasuje się na 230. miejscu pod względem liczby ludności, natomiast pod względem powierzchni na miejscu 642.).